# چاپرا
شهر چاپرا (به انگلیسی: Chhapra) با جمعیت ۲۱۷٫۲۵۶ نفر در ایالت بیهار در کشور هند واقع شده‌است.